# Ха-ра-шо!
«Ха-ра-шо!»  — перший студійний альбом українського артиста Андрія Данилка в образі Вєрки Сердючки, реліз якого відбувся в 2003 році на лейблі Mamamusic.
Цей альбом швидше можна назвати збіркою вже випущених раніше пісень — туди увійшли як відносно нові пісні «Гоп-гоп», «Я не поняла» (в альбомі представлена сольна версія), так і записані ще в кінці 90-х пісні «Я рождена для любви» (в новому аранжуванні), «Контролёр» і «По чуть-чуть». Автором музики і слів всіх пісень на альбомі є сам Андрій Данилко; пісні «Горілка» і «Я не поняла» були написані у співавторстві з Костянтином Меладзе, автором слів пісні «Контролер» став Аркадій Гарцман.
Альбом став одним з найпопулярніших релізів на той момент. В Україні альбом розійшовся тиражем більш ніж в 500 000 копій і навіть удостоївся діамантової сертифікації, в Росії продажі альбому перевалили за мільйон. У 2004 році альбом переміг у номінації «Альбом року» на «Премії Муз-ТВ», а також у категорії «Альбом року виконавця з ближнього зарубіжжя» на премії «Рекордъ». За пісні «Гоп-гоп» і «Я не поняла» Сердючка отримала премію «Золотий грамофон».

## Список пісень
| #     | Назва                     | Автор                             | Тривалість |
| ----- | ------------------------- | --------------------------------- | ---------- |
| 1.    | «Абрикосы» (Перша версія) | Андрій Данилко                    | 4:15       |
| 2.    | «Всё будет хорошо»        | Андрій Данилко                    | 3:54       |
| 3.    | «А я только с мороза»     | Андрій Данилко                    | 3:46       |
| 4.    | «Горілка»                 | Андрій Данилко, Костянтин Меладзе | 2:53       |
| 5.    | «Гоп-Гоп»                 | Андрій Данилко                    | 3:14       |
| 6.    | «Люта бджілка»            | Андрій Данилко                    | 3:53       |
| 7.    | «Пирожок»                 | Андрій Данилко                    | 3:42       |
| 8.    | «Я рождена для любви»     | Андрій Данилко                    | 5:26       |
| 9.    | «Девочки»                 | Андрій Данилко                    | 5:06       |
| 10.   | «Я не поняла»             | Андрій Данилко, Костянтин Меладзе | 3:48       |
| 11.   | «Ты уволен»               | Андрій Данилко                    | 4:54       |
| 12.   | «А метель метёт белая…»   | Андрій Данилко                    | 4:44       |
| 13.   | «А я у гай ходила…»       | Андрій Данилко                    | 2:27       |
| 14.   | «Контролёр»               | Аркадій Гарцман, Андрій Данилко   | 3:42       |
| 15.   | «По чуть-чуть»            | Андрій Данилко                    | 4:23       |
| 59:23 |                           |                                   |            |

## Сертифікації и продажи
| Регіон                                                                                          | Сертифікація | Продажі  |
| ----------------------------------------------------------------------------------------------- | ------------ | -------- |
| Україна (IFPI)                                                                                  | Діамантовий  | 500 000* |
| *продажі, що базуються лише на сертифікаціях ^відвантаження, що базуються лише на сертифікаціях |              |          |